# 斯帕西克 (埃米利奇涅區)
51°2′28″N 27°56′28″E / 51.04111°N 27.94111°E
斯帕西克（烏克蘭語：Спаське），是烏克蘭北部的村莊，隸屬日托米爾州的茲維亞赫爾區。該村面積0.47平方公里，海拔高度203米，2001年人口60，人口密度每平方公里127.66人。